# .yu
.yu (Yugoslavia) é o código TLD (ccTLD) na Internet para a Iugoslávia. O domínio é administrado pela YUNET Association, uma organização sediada na Faculdade de Engenharia Elétrica na Universidade de Belgrado.
A ICANN decidiu que o domínio da Iugoslávia será utilizado pelo Registro Nacional de Domínios da Internet da Sérvia, responsáveis pelo domínio .rs, durante o período em que os endereços registrados em .yu sejam transferidos para os domínios .me, de Montenegro, e .rs, da Sérvia. Essa transação durou 3 anos e a abolição de .yu ocorrereu por volta de 31 de Março de 2010.
O código YU foi trocado por CS em Julho de 2003, seguindo a troca de nomenclatura de República Federal da Iugoslávia para Sérvia e Montenegro, em Fevereiro de 2003. O ccTLD .cs permaneceu reservado para Sérvia e Montenegro após aquela data, mas nunca foi de fato utilizado.

## História
O ccTLD .yu foi atribuído inicialmente  à República Socialista Federativa da Iugoslávia. Depois da Guerra Civil Iugoslava e da dissolução da República Socialista Federativa da Iugoslávia, a República Federal da Iugoslávia foi formada e a IANA decidiu passar o domínio para o país remanescente. O país se dividiu, além desse novo território iugoslavo, em Croácia, Eslovênia, Bósnia e Herzegovina e a Macedônia.
A Iugoslavia passou a se chamar Sérvia e Montenegro em Fevereiro de 2003, e separada em duas novas federações em Julho de 2006.

## Usos do domínio.yu
Todos os endereços registrados em .yu são de entidades legais. Domínios de Topo são reservados para instituições federais e governamentais, como provedores de acesso à Internet. A Igreja Ortodoxa Sérvia também foi autorizada a usar o domínio .yu.

### Domínios de Segundo Nível
- Organizações acadêmicas, como universidades, são registradas no domínio acadêmico, .ac.yu. * Instituições educacionais, como escolas de ensino fundamental e ensino médio, usam o domínio .edu.yu.
- Organizações independentes usam o domínio .org.yu.
- Corporações usam o domínio .co.yu.
- O governo usa o domínio .gov.yu.